# Храм Святого Івана Хрестителя (Львів)
Церква Іва́на Хрести́теля — мурована церква на площі Старий Ринок, одна з найдавніших культових споруд Львова. Разом із церквою Святого Миколая, також побудованою неподалік підніжжя Княжої гори, та кількома іншими культовими спорудами вважається частиною ансамблю міста часів руських князів. З церквою пов'язано багато легенд та гіпотез, як щодо його заснування так і конфесійної історії. У будівлі знаходиться Музей пам'яток стародавнього Львова, а також щонеділі проводяться релігійні служби.

## Історія

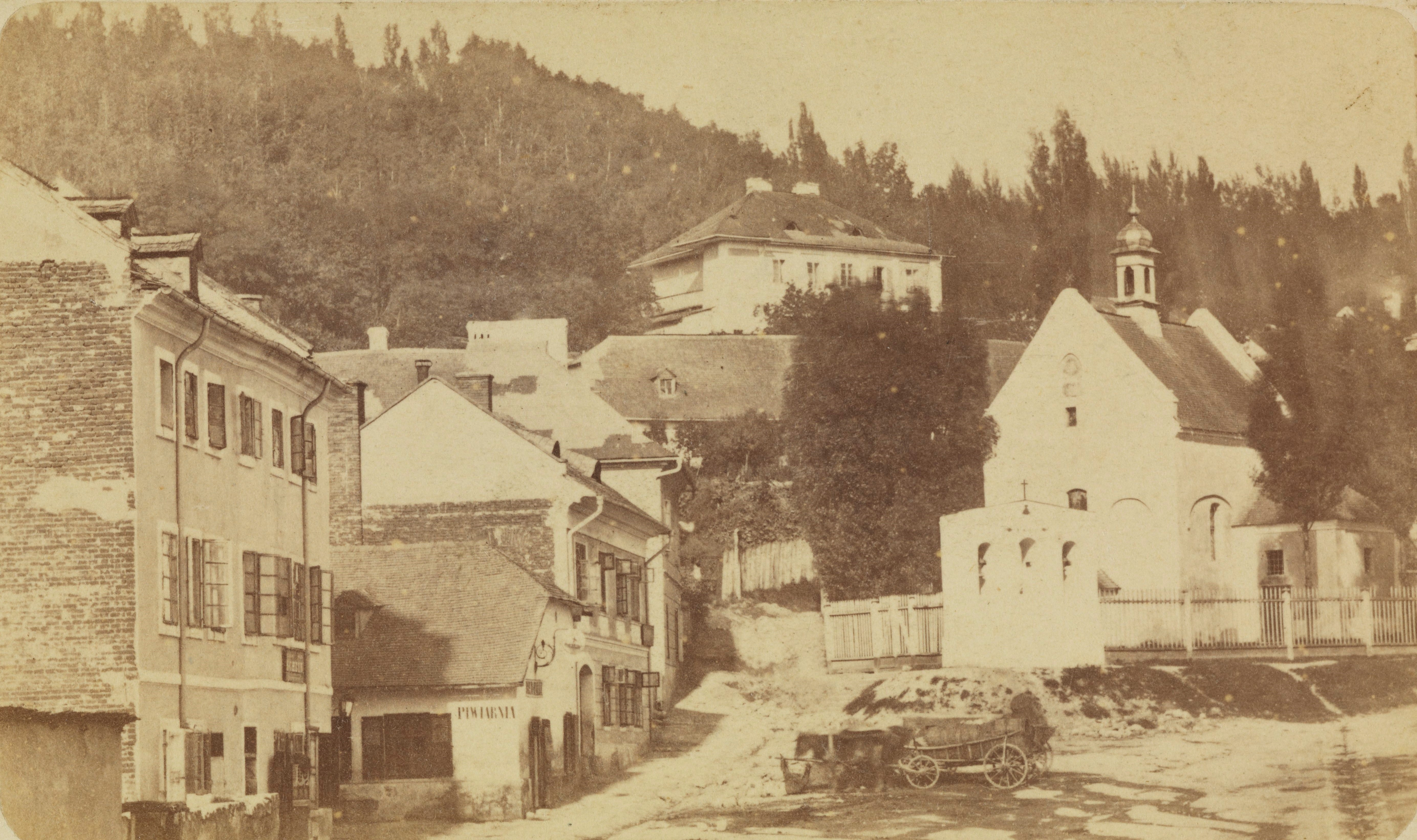
Храм Святого Івана Хрестителя (Львів)

Про заснування та найдавнішу історію церкви немає точних, науково підтверджених, даних. В різний час, висувалось багато гіпотез, які пропонували широкий спектр варіантів походження та датування закладення споруди, що варіювались періодом від 1201 до 1370 років.
Одна з гіпотез говорить про будівництво церкви ще у 1201 році Романом Мстиславичем на честь свого новонародженого сина Данила (хрещене ім'я якого Іван). Відповідно до іншої легенди, 1222 або 1234 року дорогою до Києва монах-домініканець Ґіацинт Одровонж (1183-1257) заночував на сучасній території чи то площі Старого ринку, чи площі Музейної, чи Нового світу (на горі Яцка) та й заклав у пущі (дехто пише, що самотужки й поставив) церковцю й монастирок. Згодом тут постало з благословення святого місто Львів.

### Легенда щодо княжни Констанції та домініканців

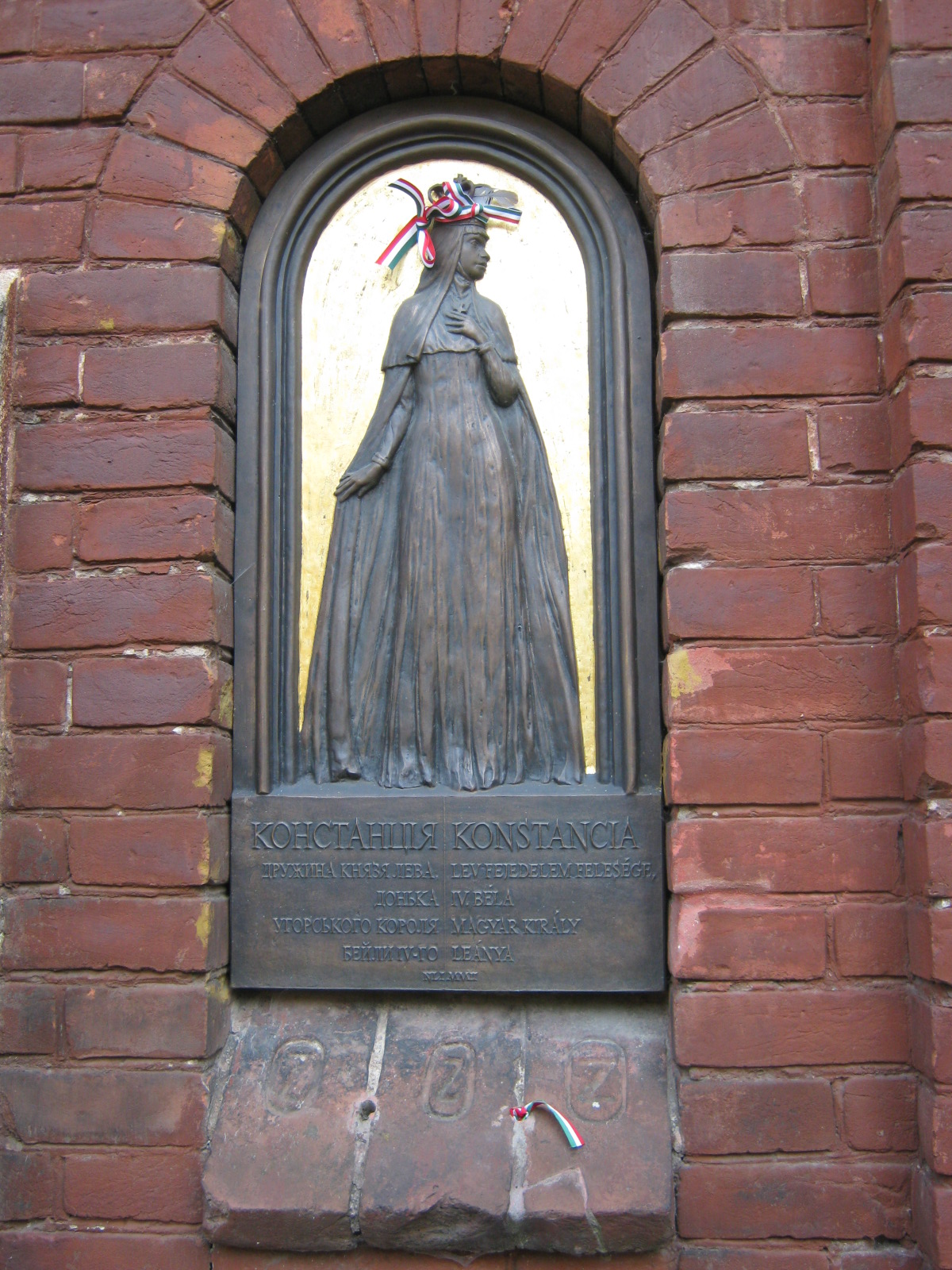
Пам'ятна таблиця на честь княжни Констанції

Втім найбільш популярною є легенда про те, що церкву споруджено близько 1260 року князем галицько-волинським Левом І Даниловичем для дружини — угорської принцеси Констанції, доньки короля Бели IV (1235—1270). Згідно неї, брати-проповідники з Угорщини, теж домінікани (яких до Львова запросила Констанція), начебто збиралися побудувати костел на місці колишньої дерев'яної церкви монахів-василіян. Княжна ж надала їм свій двір й церковцю Святого Івана Хрестителя, що розміщувалися чи то на Старому ринку, чи на площі Музейній. І сталося це на зламі 1246—1247 років, відразу ж після її весілля з князем Львом I Даниловичем (пом. 1301), або вже пізніше — десь у 1270 році.

На основі напису в Євангелії монастиря Святого Онуфрія у Лаврові, де постригся монахом Лев І, існує гіпотеза, що Констанція ще була жива на 1301 рік. За місце її поховання у Львові називають власне церквою Івана Хрестителя чи церквою Святої Катерини Олександрійської Низького замку.  

### Імовірні історичні дані про початки церкви
Проте наукові дослідження виявили, що легенди про зв'язок домініканців і княжни Констанції із будівництвом церкви не підкріплені фактологічним матеріалом, мають досить пізнє походження (XVI—XVII ст.) та поширювались самими домініканцями під час судових процесів між ними та вірменською громадою. 
Дискусія щодо року заснування святині триває — зокрема, деякі дослідники пов'язують появу, ще дерев'яної церкви, з 1234 роком.
До другої половини XIX століття на арці, що з'єднує наву з пресбітерієм існувала табличка, в якій було зазначено, що церкву збудовано 1270 року. Тому під час реставрації 1855 року було встановлено пам'яткову таблицю із цією датою. Деякі дослідники вважали, однак, її гіпотетично ймовірною.
Втім найдавніша документальна згадка про споруду припадає на 1371 рік, коли в одному з документів сказано про те, що село Годовиця було надано для «церкви Святого Іоана на передмісті та монастиря Святого Василія» (лат. «ecclesie s. Ioannis in suburbia civitatis Lemburge site nec non monasterio Beati Basily»). На 1375 рік припадає звістка про церкву Святого Іоана як вірменську церкву. Проведені у 1989—1992 роках археологічні дослідження датують споруду, яка в той час, очевидно, функціонувала як одна із православних церков, першою половиною XIII століття.

### Суперечки за храм між вірменською та латинською громадами

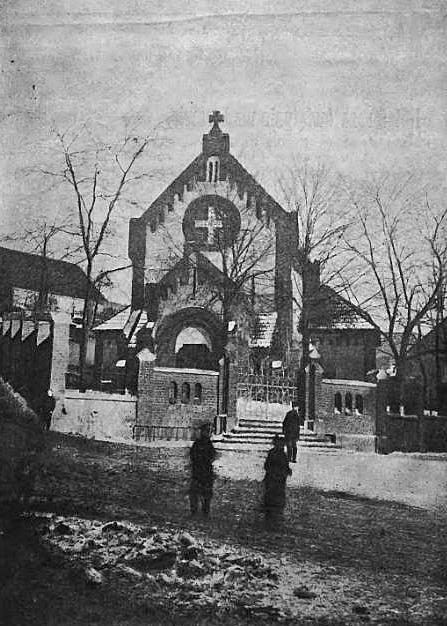
Храм Святого Івана Хрестителя, перебудований за проєктом Захаревича (1905 р.)

З 1415 року, за ініціативою латинського львівського митрополита Яна Жешовського (пол. Jan Rzeszowski), споруда була забрана у вірмен і передана римо-католикам, однак, через малу кількість вірних, та судові скарги, у XVII столітті була знову повернена вірменській громаді. У XVII столітті прибудовано північну, а приблизно 1765 року — південну ризницю. 1800 року храм горів, після чого довго стояв зруйнований. Реставрація проводилась у 1836 та 1855 роках.

## Архітектура

### Неороманська каплиця
У 1886—1889 роках костел радикально перебудовано за проєктом Юліана Захаревича. Роботами керували Іван Левинський і Тадеуш Мюнніх. 1886 року костел вкрили новим дахом, розібрали передсіння. 1887 року добудовано крухту, фронтон розібрано аж до склепінь і наново перемуровано. 1889 року збудовано нову огорожу і за проєктом Захаревича виконано орнаментальні розписи в інтер'єрі. Споруда повністю втратила будь-які риси старовини і стала виглядати неороманською каплицею XIX сторіччя. Лише вівтарний бік костелу зберіг середньовічний вигляд.
Ще в середині 1920-х років від старого костелу в церкві залишався надзвичайної роботи величезний бароковий вівтар 1526 року із зображенням Христа. Але зараз його доля невідома — останні згадки про вівтар походять з середини 1920-х років. Також в захристії тоді були два старі портрети.

### Готичний характер первісної споруди
Зміни XIX століття не стали останніми — 1989 року працівниками інституту «Укрзахідпроєктреставрація» Іваном Могитичем, Володимиром Швецем і Людмилою Алінаускене проведено реконструкцію. У процесі досліджень реставратори розібрали південну ризницю, неороманське обличкування бокових стін, переробили склепіння. Збережено неороманський головний фасад. Було виявлено багато елементів готики, що дало підставу стверджувати про готичний, а не романський характер споруди. Неороманський паркан церкви замінили сучасним.

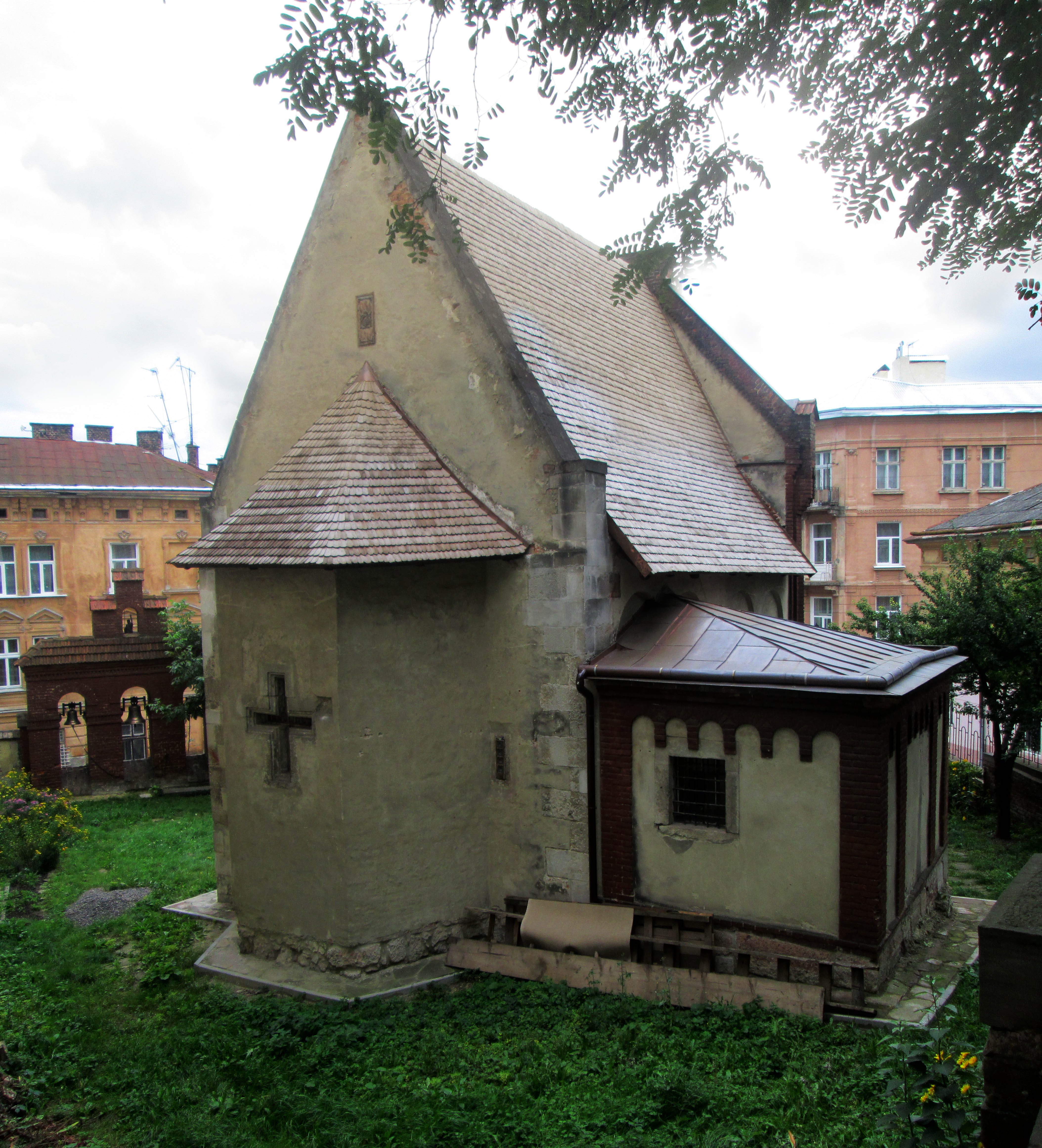
Апсида з хрестом. Праворуч — бічна каплиця
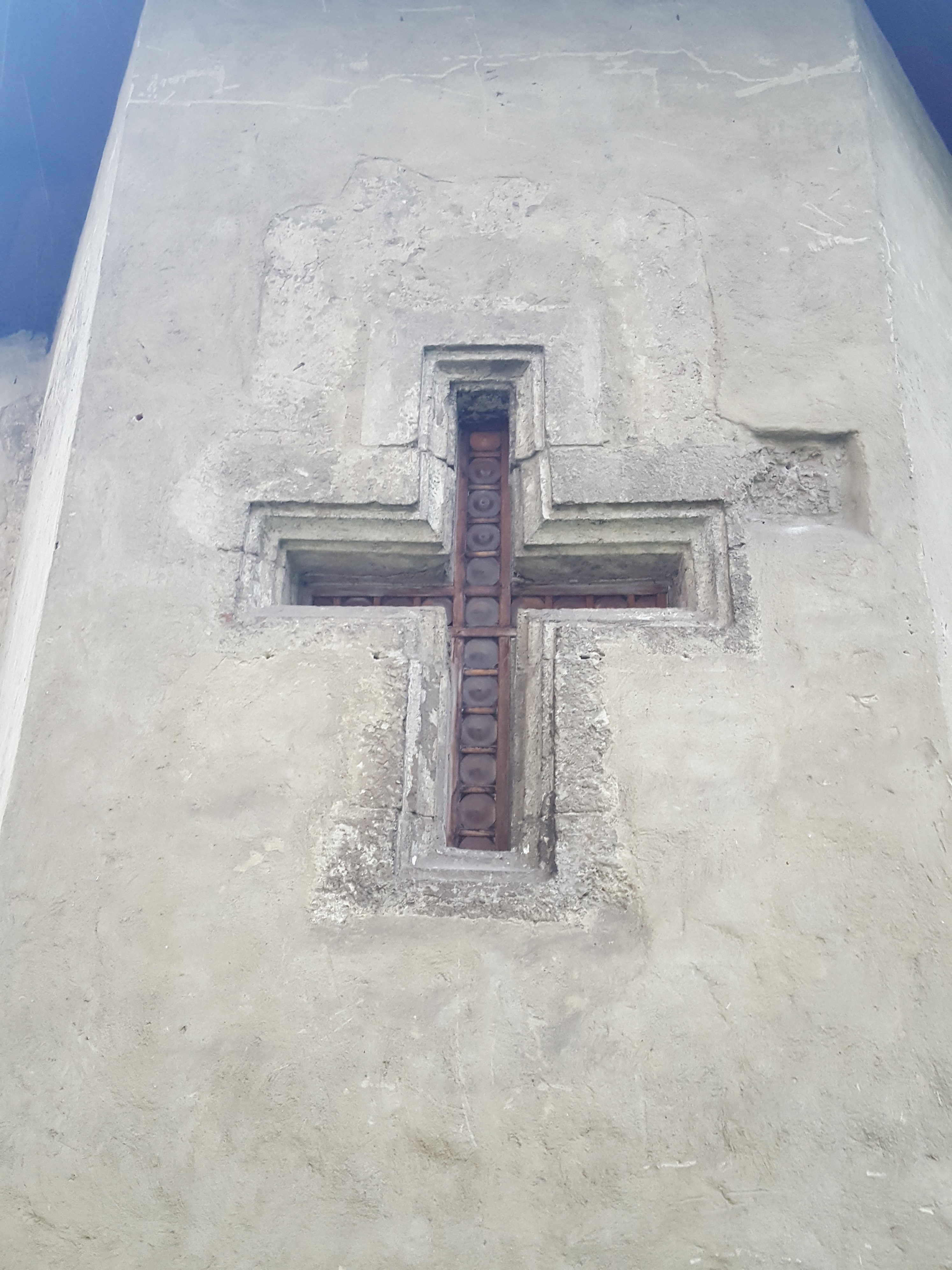
Вікно-хрест на апсиді
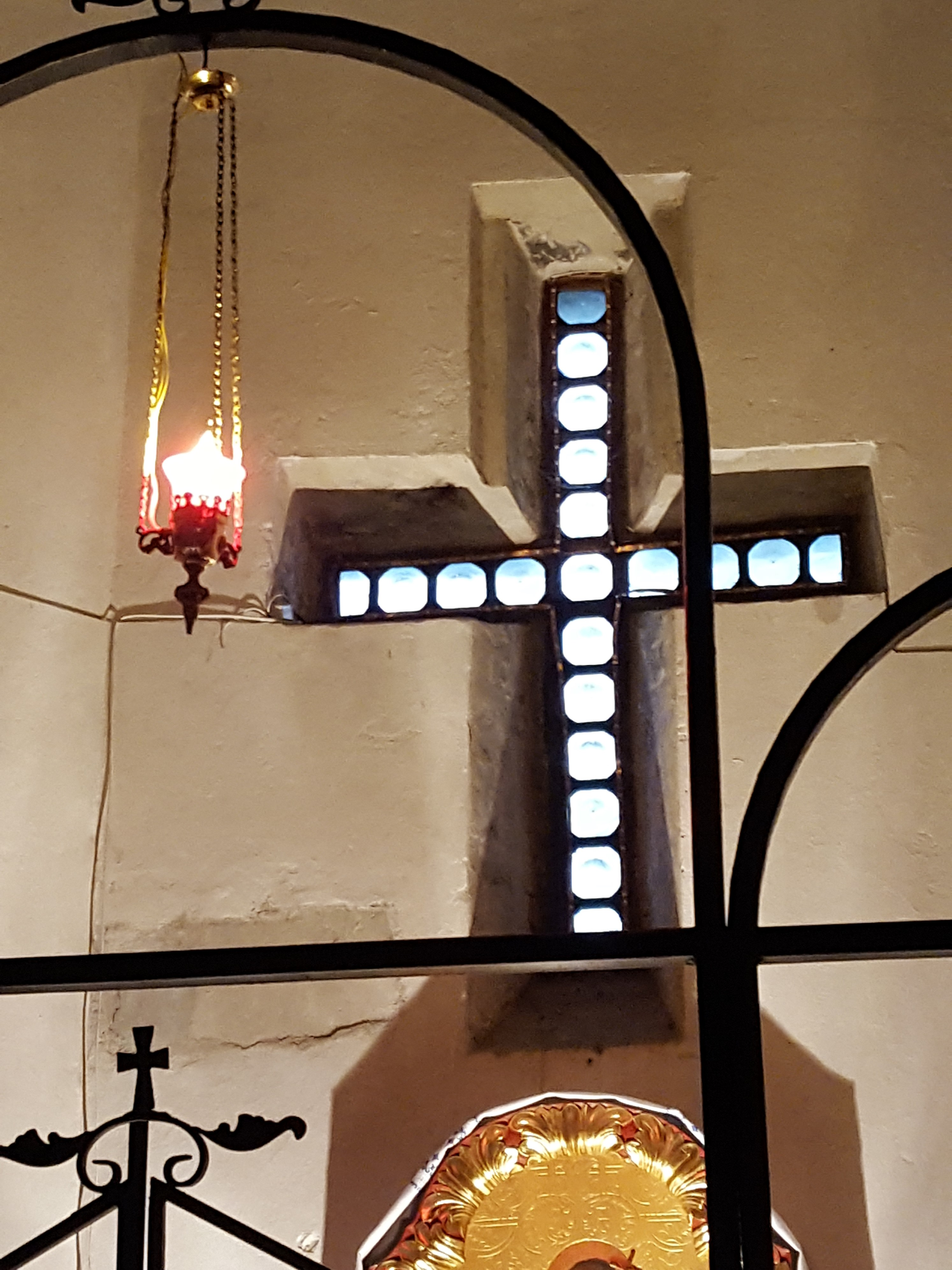
Те саме хрестове вікно, вид з середини церкви
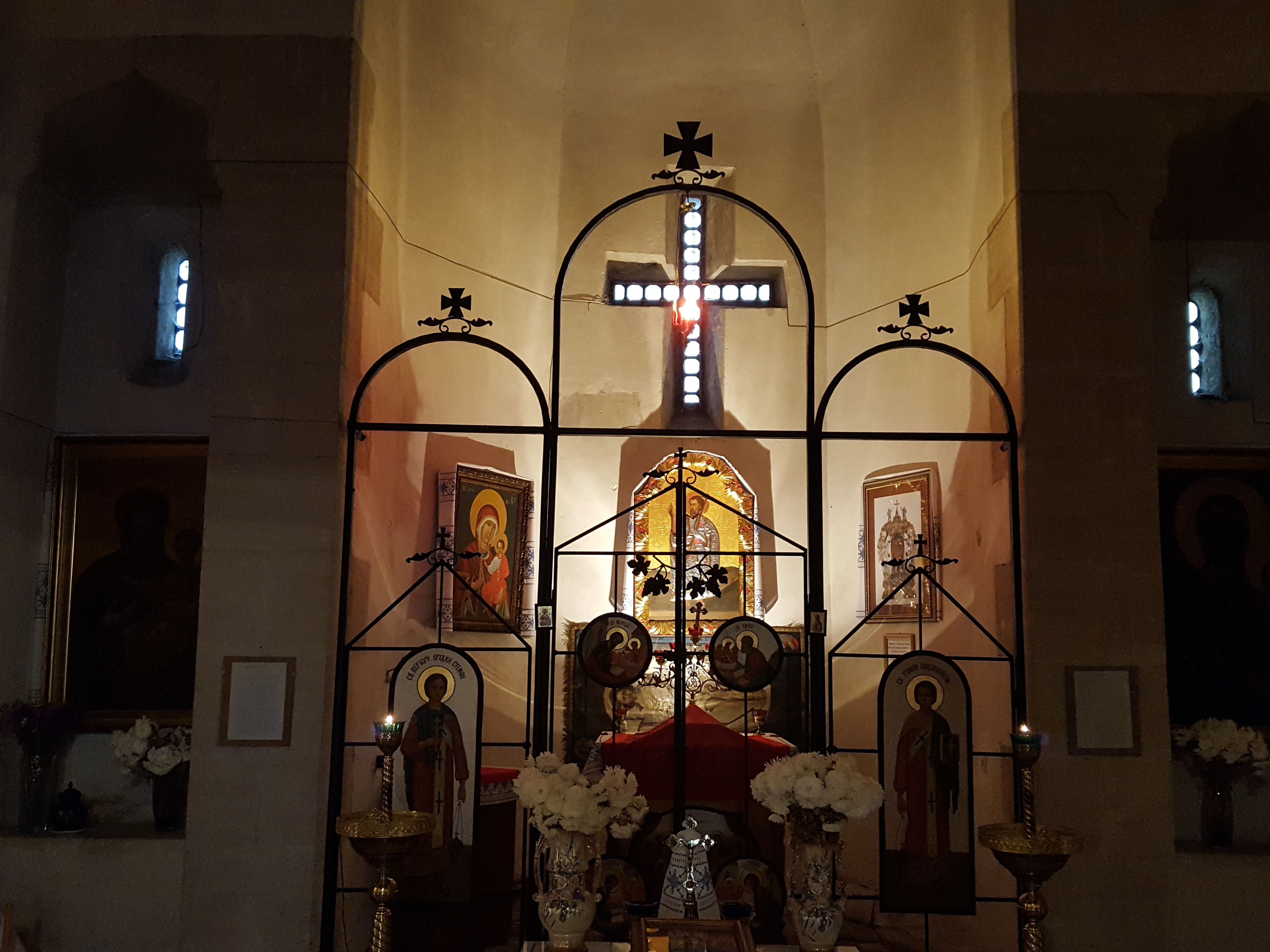
Вівтар в апсиді церкви Івана Хрестителя
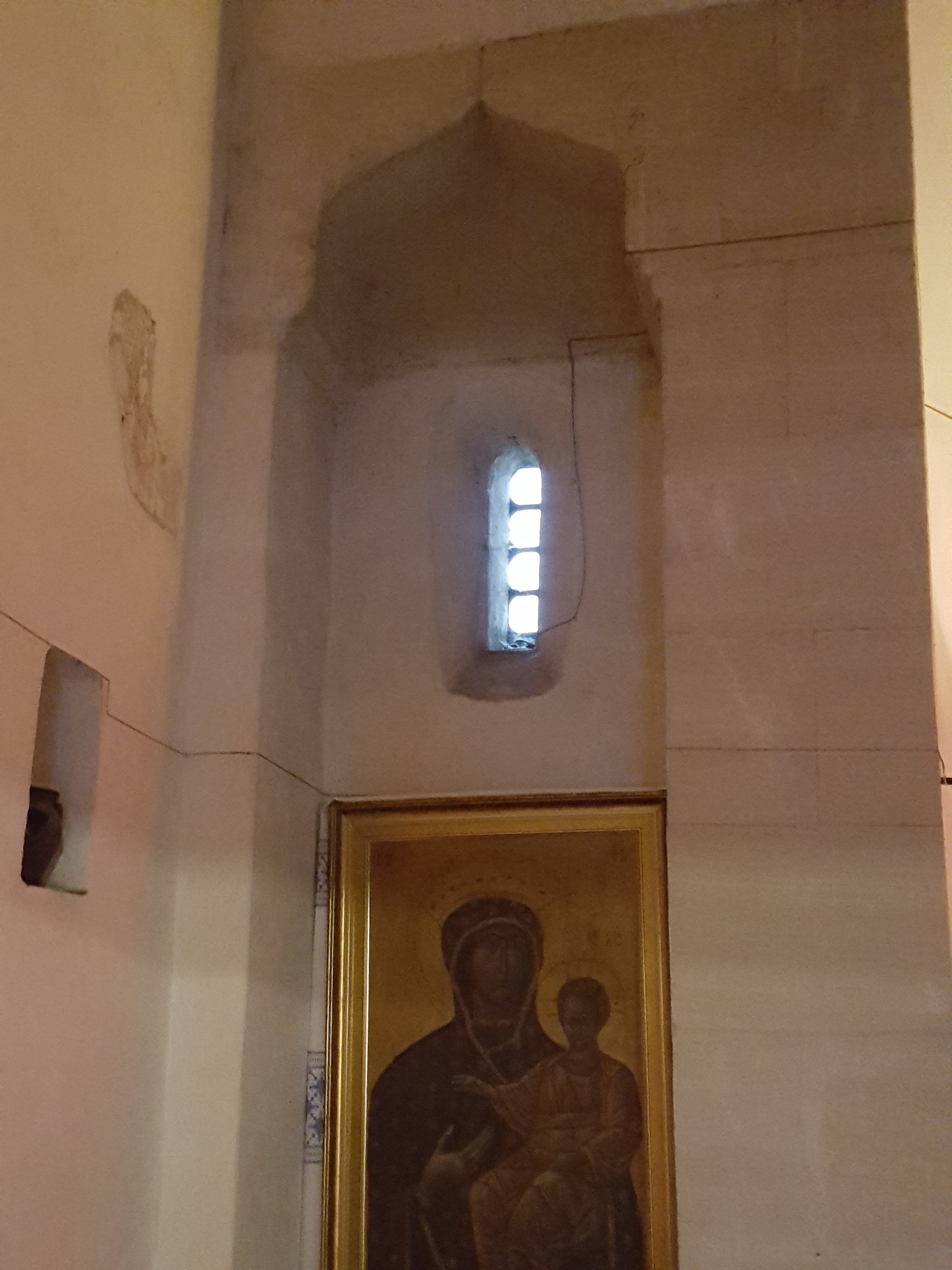
Ніша у вірменському стилі поруч з вівтарем

## Сучасність

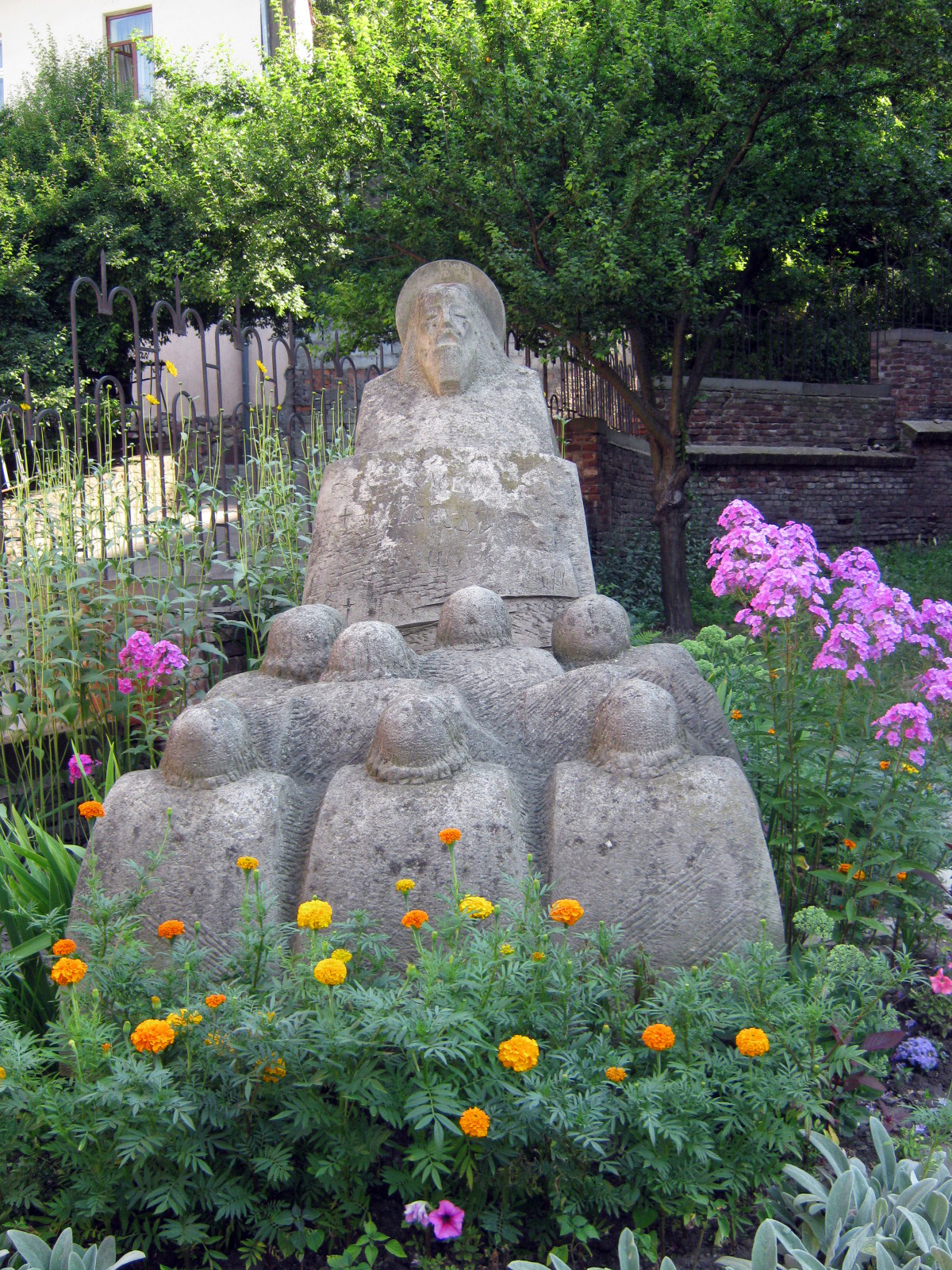
Пам'ятник на подвір'ї церкви
Івана Хрестителя

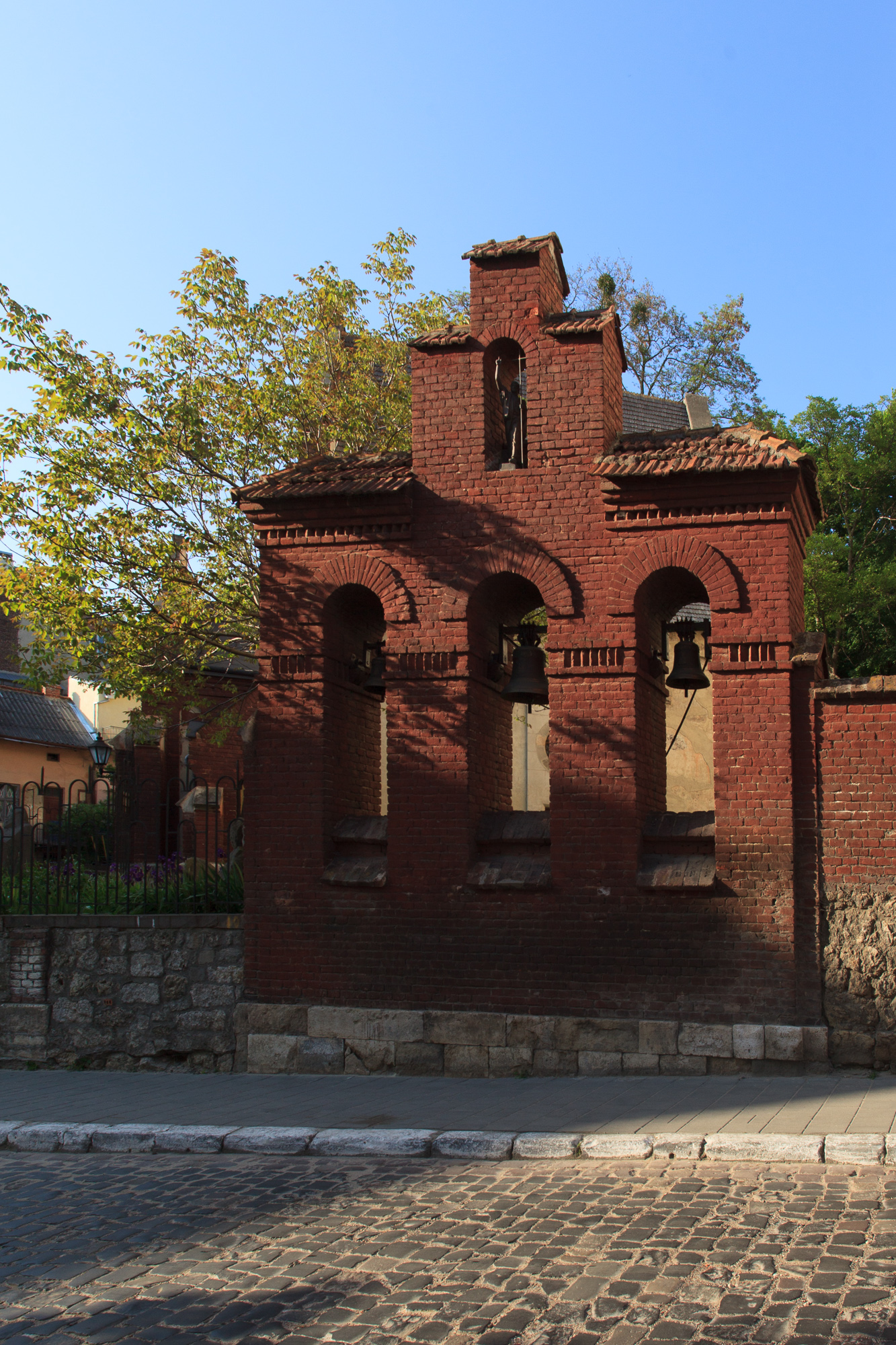
Нові церковні дзвони
від ливарні Кавінських

У 1993 році в будівлі та на подвір'ї церкви було організовано Музей найдавніших пам'яток Львова. В експозиції, що розміщена в будівлі церкви, встановлено макет, який відтворює його первісний вигляд.
Особливу увагу відвідувачів музею привертають фрагменти стінопису церкви, що виявили під час реставрації між XIII—XVI століттями. Крім того, раніше в музеї зберігалася відома ікона Львівської Пресвятої Богородиці Одигітрії, згодом передана на зберігання до палацу Потоцьких у Львові.
У 2010 року церква отримала у подарунок від львівських підприємців три нові дзвони — іменні, з підписами спеціально для церкви Івана Хрестителя. Нові мажорні дзвони (фа, ля, до) було замовлено у Польщі на ливарні Кавінських і встановлено у церкві до Великодня. За словами о. Зіновія Хоркавого, дзвіниці стояла без дзвонів понад 70 років — попередні пропали у 1939 році, під час окупації Львова радянськими військами.

## Світлини

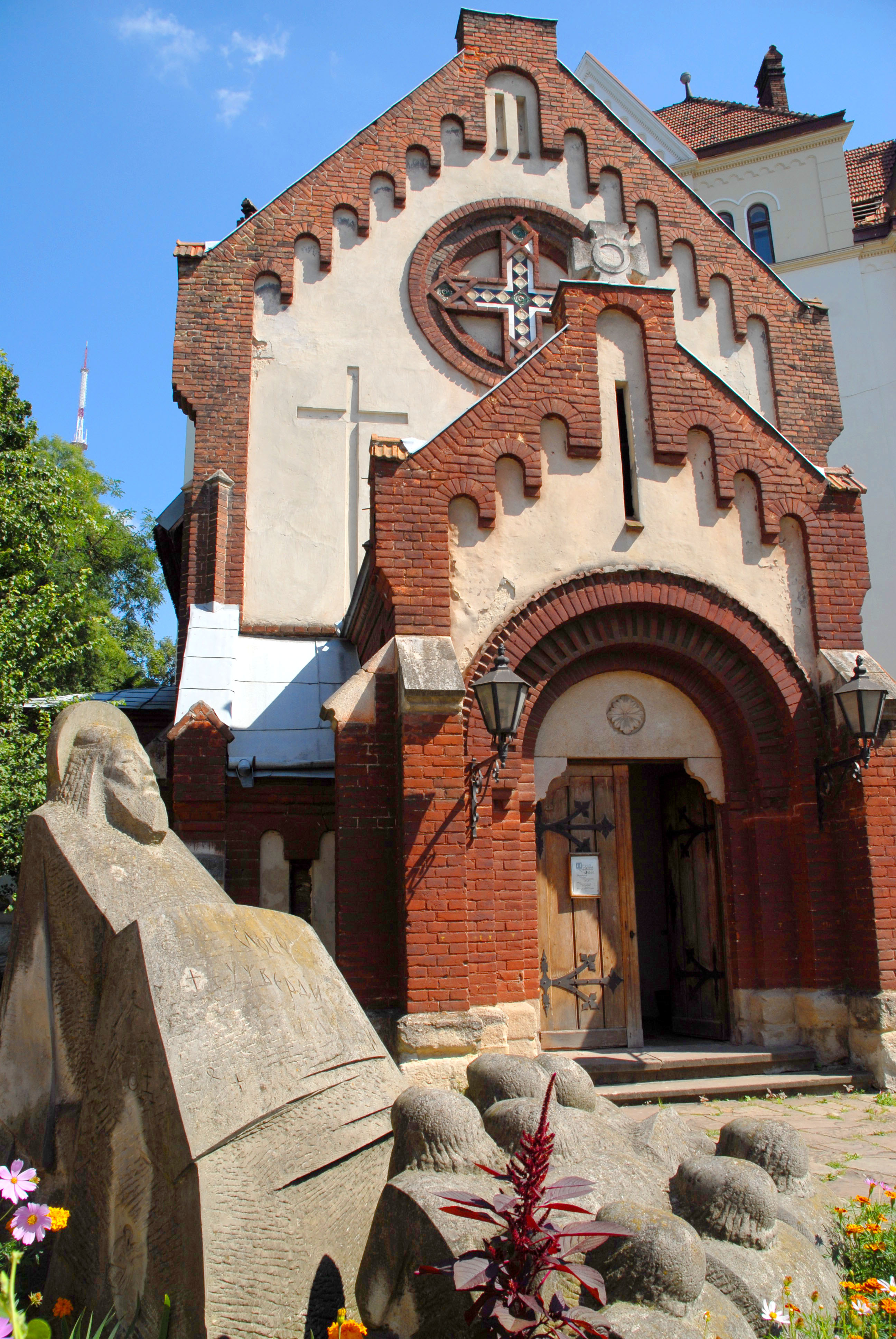
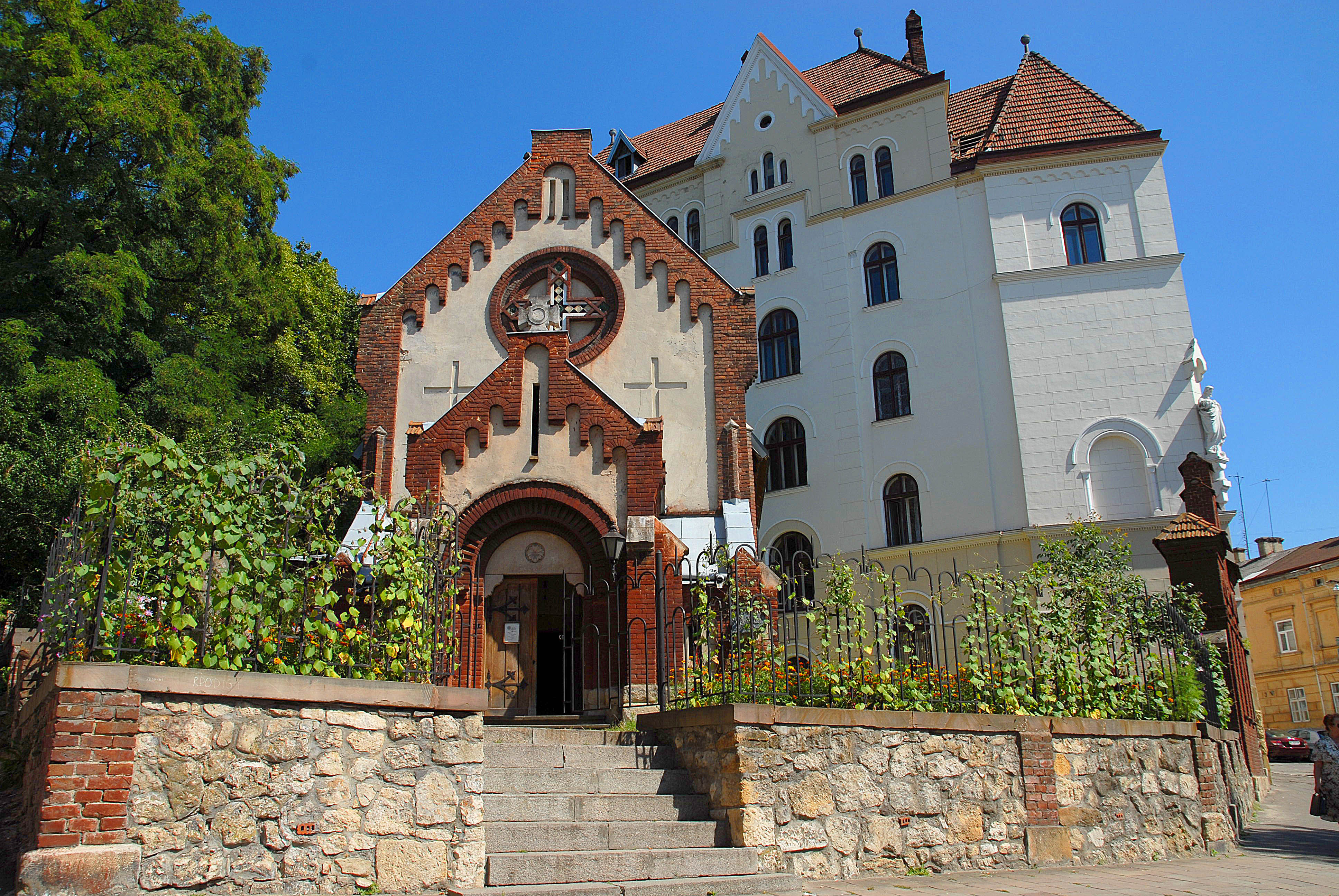
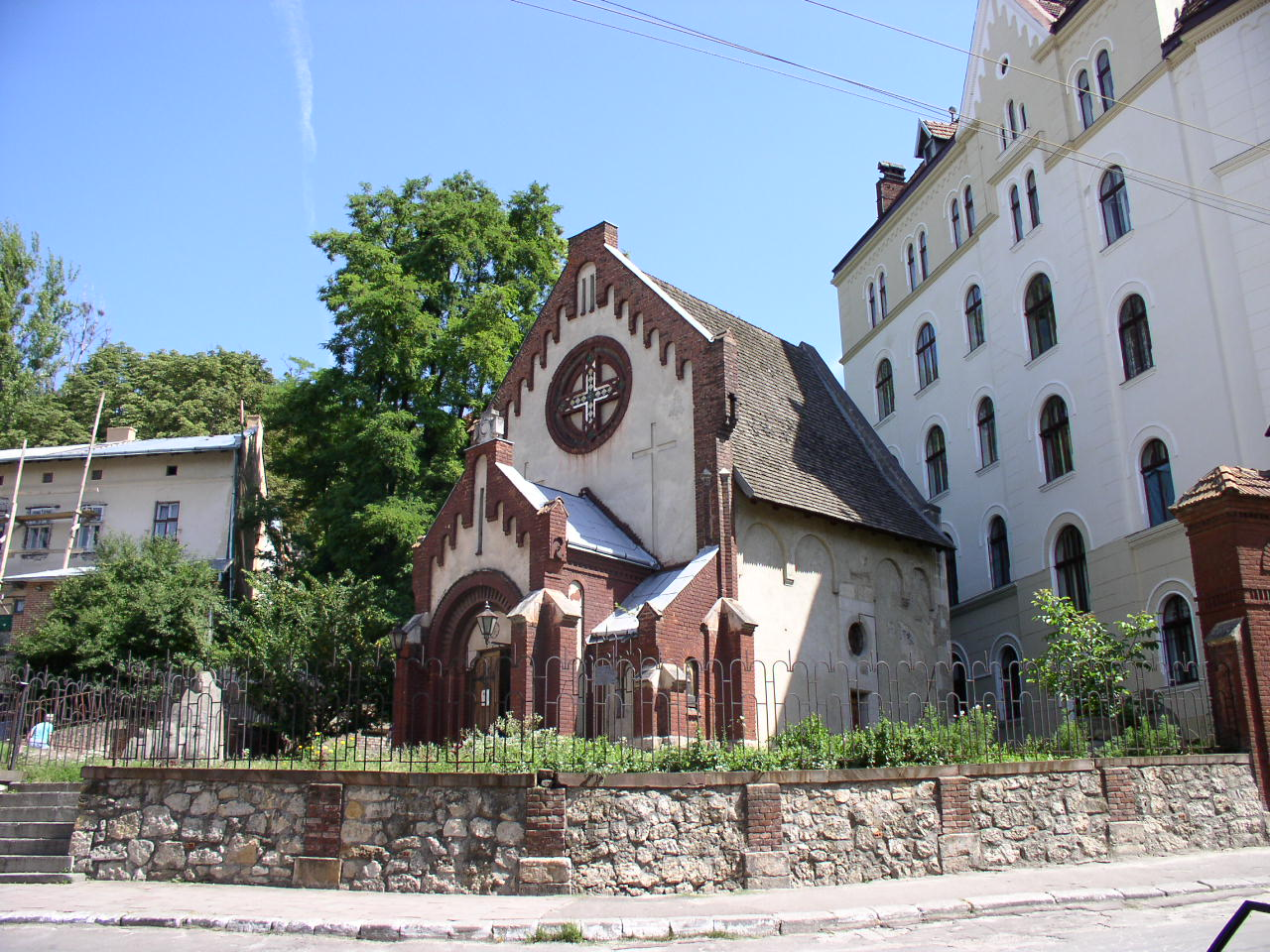
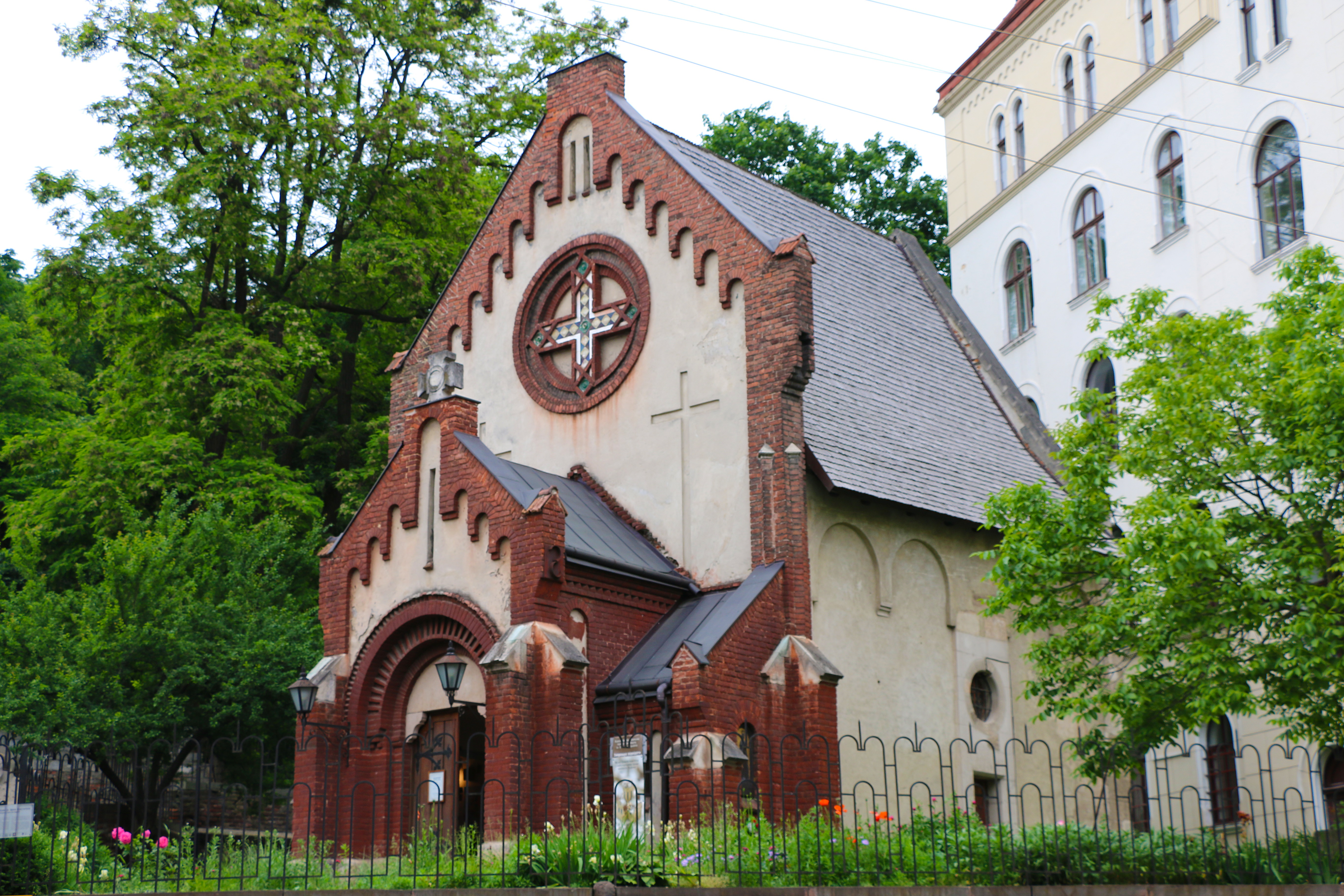
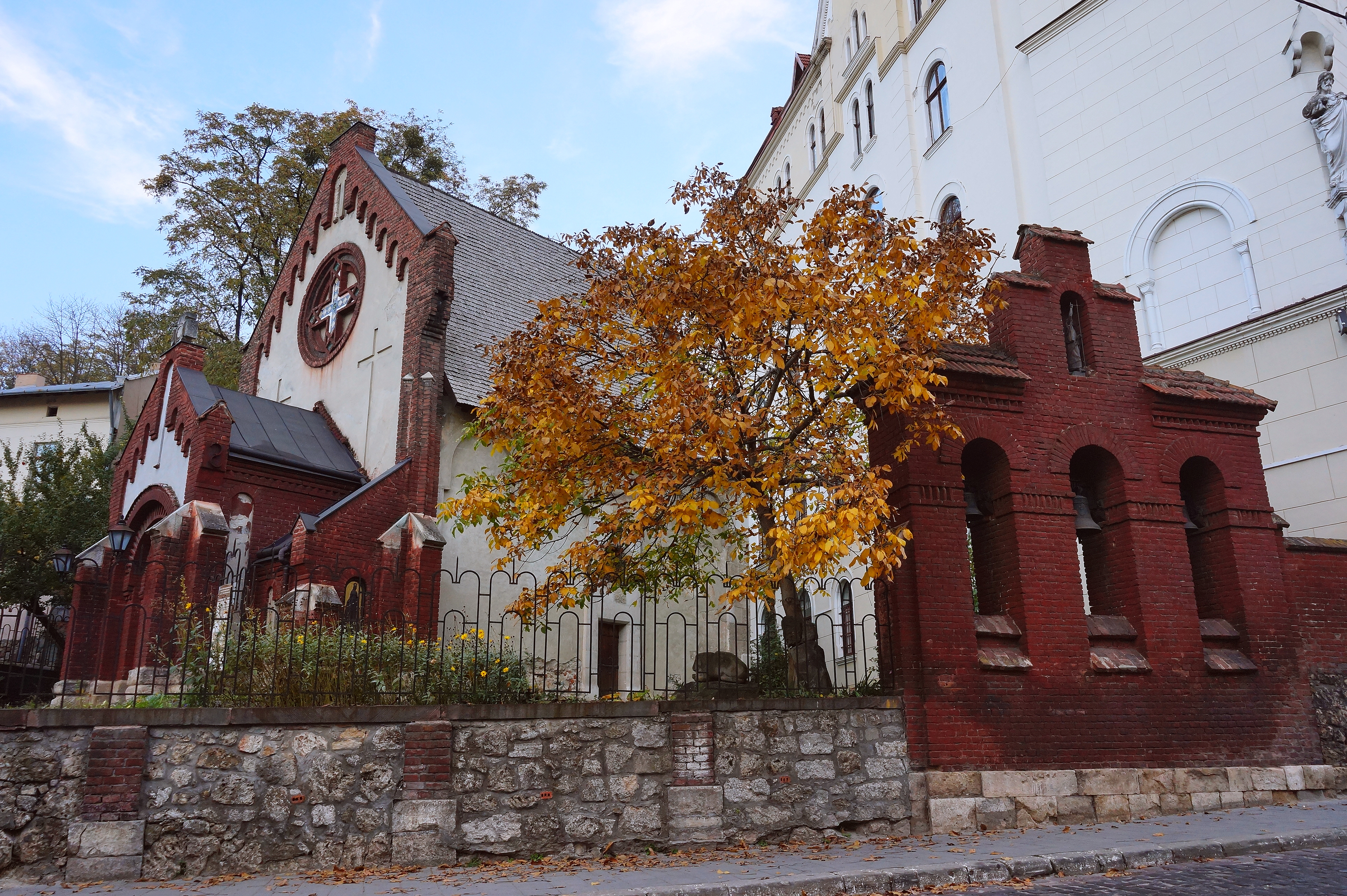
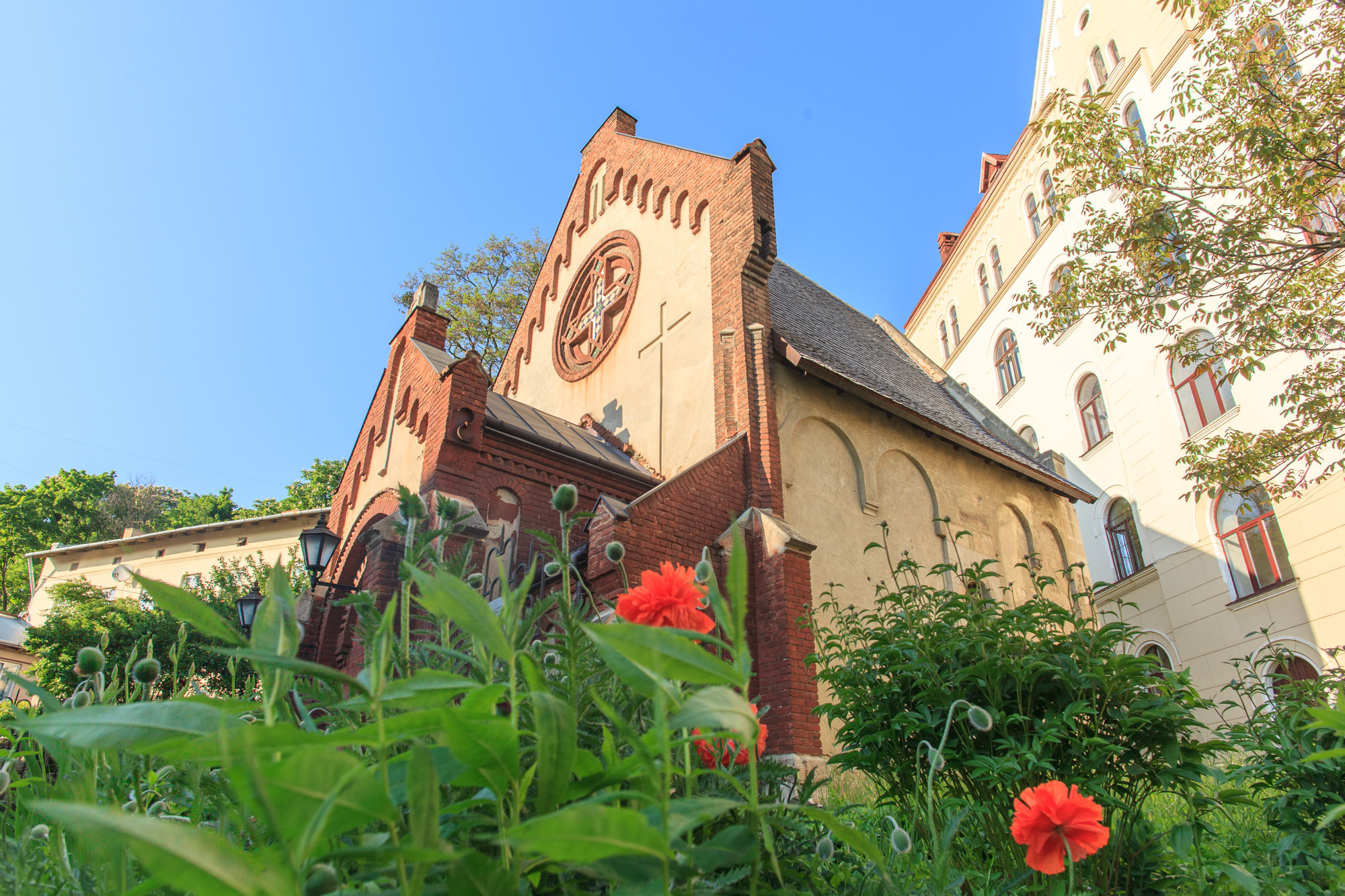
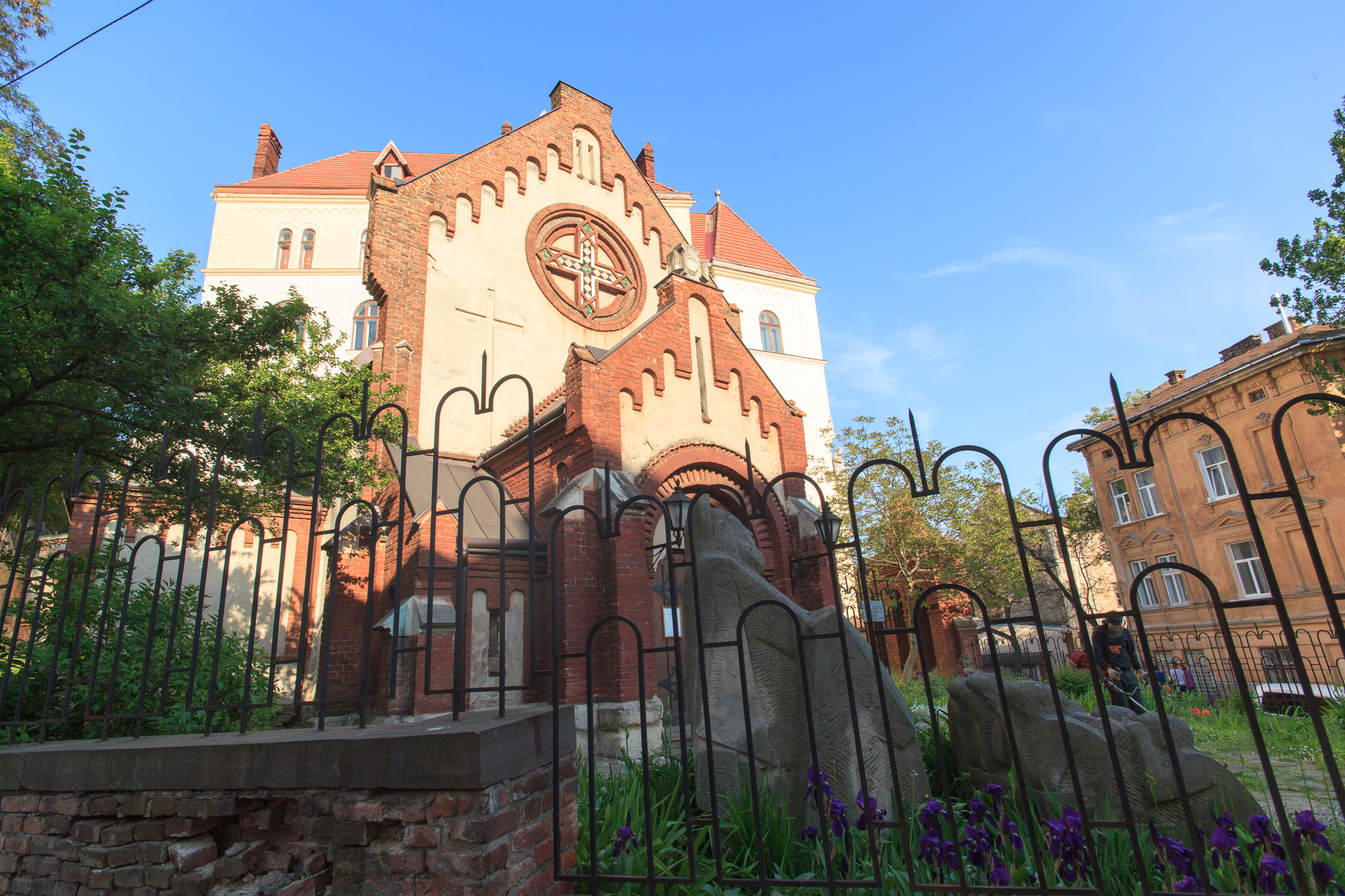

## Зауваги
1. ↑  В XIV столітті, під терміном «монастирі Василія», розумілися східно-християнські, православні обителі. Така традиція вперше з'явилася на Заході в XI столітті, після завоювання Візантійської (Південної) частини Італії норманами, для їх відрізнення від новостворюваних римо-католицьких. Надалі термін «василіанські монастирі», «монастирі Святого (Блаженного) Василія» на означення осередків православного чернецтва, став використовуватись і папською канцелярією.[8] У випадку церкви Івана Хрестителя у Львові, який містить явні ознаки вірменської архітектурної традиції, можна припустити, що під визначенням «монастир Святого Василія», мався на увазі православну або вірменську церкву
2. ↑  Період 1410-х років характерний цілим рядом захоплень давньоруських церков та перетворення їх на римо-католицькі костели. Зокрема у 1412 році, було передано римо-католикам кафедральних собор Івана Хрестителя у Перемишлі, а у 1419 році одна з церков Городка, була передана під потреби новоствореного францисканського монастиря.